# Macrodactylus silarutus
Macrodactylus silarutus är en skalbaggsart som beskrevs av Evans 2003. Macrodactylus silarutus ingår i släktet Macrodactylus och familjen Melolonthidae. Inga underarter finns listade i Catalogue of Life.